# Spécial Dalida
Albums de Dalida
Olympia 81
(1981) La chanson du Mundial
(1982)
Spécial Dalida est un album de Dalida sorti en 1982.
Cet album est, en quelque sorte, la bande originale du show "Numéro 1 Dalida" diffusé le soir du réveillon de la Saint-Sylvestre.
Dalida y interprète, dans le décor d'un hôtel, toute une série de nouvelles chansons, débutant l'émission par "Pour vous" et la clôturant par "Bye bye".
Les invités de ce show, qui a établi des records d'audience, sont Mireille Mathieu, Chantal Goya, Nana Mouskouri, Francis Huster, Jean-Jacques Debout et Roger Hanin.
L'année 1982 ayant été riche sur le plan discographique, ce disque est le premier 33t d'une série de trois.

## Special Dalida

### Face A
- Si la France
- Jouez bouzouki
- Ensemble
- Quand je n'aime plus je m'en vais
- Comment l'oublier (version française de "Helwa Ya Baladi")
- Le jour où la pluie viendra (nouvelle version)

### Face B
- Danza
- Nostalgie
- Pour vous
- J'aurais voulu danser (My fair Lady)
- Pour toi Louis
- Bye bye

## Singles
- Quand je n'aime plus je m'en vais/Nostalgie (CA/49842) - sorti en 1981.
- Danza/Tony (CA/49886)
- Si la France/Jouez bouzouki (CA/49892)